# Хербард I фон Ауершперг
Хербард I (Хервард I) фон Ауершперг (на немски: Herbard I/Herward I von Auersperg; Hervard Turjaški; * 1230; † 24 юни 1283) е австрийски благородник от фамилията Ауершперг.

## Биография
Той е четвъртият син (от седемте сина) на рицар Йохан II фон Ауершперг († 1246) и съпругата му Клара фон Тушентал, дъщеря на Андреас фон Тушентал. Внук е на Ото I фон Ауершперг († 1215) и Елизабет фон Зонек. Правнук е на Пилграм III фон Ауершперг (* 1120; † 1181) и София фон Херцогбург. Потомък е на Пилграм II фон Ауершперг (* ок. 1095; † 1160).
Баща му и чичо му Енгелберт II участват в Кръстоносния поход на Леополд VI Бабенберг в Светите земи, където чичо му Енгелберт II е убит.
Хербард I фон Ауершперг умира на 53 години на 24 юни 1283 г. Наследен е от синът му Хербард II (Хервард II) фон Ауершперг.

## Фамилия
Хербард I фон Ауершперг се жени за Анна фон Райфенберг. Те имат десет деца:
- Вилхелм I фон Ауершперг († 1312), женен за Елизабет фон Цобелсберг, основава първата линия на фамилията
- Георг II фон Ауершперг († ок. 1312), женен за Лукреция фон Ст. Педро, основава втората линия на фамилията
- Йохан IV фон Ауершперг († 1310), рицар, женен за Юлиана фон Хаген, основава третата линия на фамилията
- Фолкхард I фон Ауершперг († 1326/сл. 1327), женен за Маргарет/Мари фон Щубенберг, основава четвъртата линия на фамилията
- Хербард II (Хервард II) фон Ауершперг (* ок. 1245; † 1304), рицар, женен 1276 г. за Елизабет фон Винден, дъщеря на Йохан фон Винден
- Майнхард фон Ауершперг
- Ото (Отлинус/Отоман II) фон Ауершперг († сл. 1301), рицар, женен за Берта фон Либенберг, основава петата линия на фамилията
- Катарина фон Ауершперг, омъжена за Идан (Йохан) цу Пернщайн и Рехнитц или за граф фон Дуино
- Анна фон Ауершперг, омъжена за Вилхелм фон Тибайн или за граф фон Пернщайн
- Елизабет фон Ауершперг

От друга връзка той има един син:
- Балтазар фон Ауершперг, духовник, частен секретар на епископа на Аквилея, строи църквата „Св. Улрих“